# Paul Lauterbur
Paul Christian Lauterbur (6. května 1929 – 27. března 2007) byl americký chemik lucemburského původu, nositel Nobelovy ceny za fyziologii a lékařství za rok 2003, kterou získal spolu s Peterem Mansfieldem za vědecké pokroky, jež umožnily vytvoření zobrazovacích metod založených na magnetické rezonanci. Svých objevů Paul Lauterbur docílil, když působil v letech 1963 až 1985 jako profesor na Newyorské státní univerzitě ve Stony Brooku. Poté se přesunul na Univerzitu Illinois v Urbana Champaign, kde zůstal až do smrti.